# Oussama Mesfar
Oussama Mesfar (en arabe : أسامة مصفار) est un footballeur algérien né le 28 mars 1989 à Batna. Il évolue au poste d'allier droit.

## Biographie

### En club
Oussama Mesfar évolue en première division algérienne avec les clubs de l'AS Khroub, du CA Bordj Bou Arreridj, de l'USM Blida, du CA Batna et enfin de l'Olympique de Médéa. Il dispute un total de 149 matchs en première division, inscrivant 18 buts.
Le 17 mars 2012, il se met en évidence avec l'équipe de Khroub, en étant l'auteur d'un doublé en championnat lors de la réception du CS Constantine, permettant à son équipe de l'emporter 3-0.

### En équipe nationale
Le 22 décembre 2009, Mesfar se voit appelé dans l'équipe nationale algérienne des moins de 23 ans par l'entraîneur-chef Azzedine Aït Djoudi pour un stage d'entraînement d'une semaine. Le 15 décembre 2010, Mesfar marque deux buts contre l'équipe camerounaise lors du match d'ouverture du tournoi UNAF U-23, l'Algérie remporte le match 6-1.
Il gagne le Tournoi UNAF U-23 2010 avec l'équipe algérienne, et termine par la même occasion meilleur buteur de la compétition.

## Palmarès
- Vainqueur du Tournoi UNAF U-23 en 2010 avec l'équipe d'Algérie des moins de 23 ans
- Vice-champion d'Algérie de D2 en 2016 avec le CA Batna